# Nghè Xuân Phả

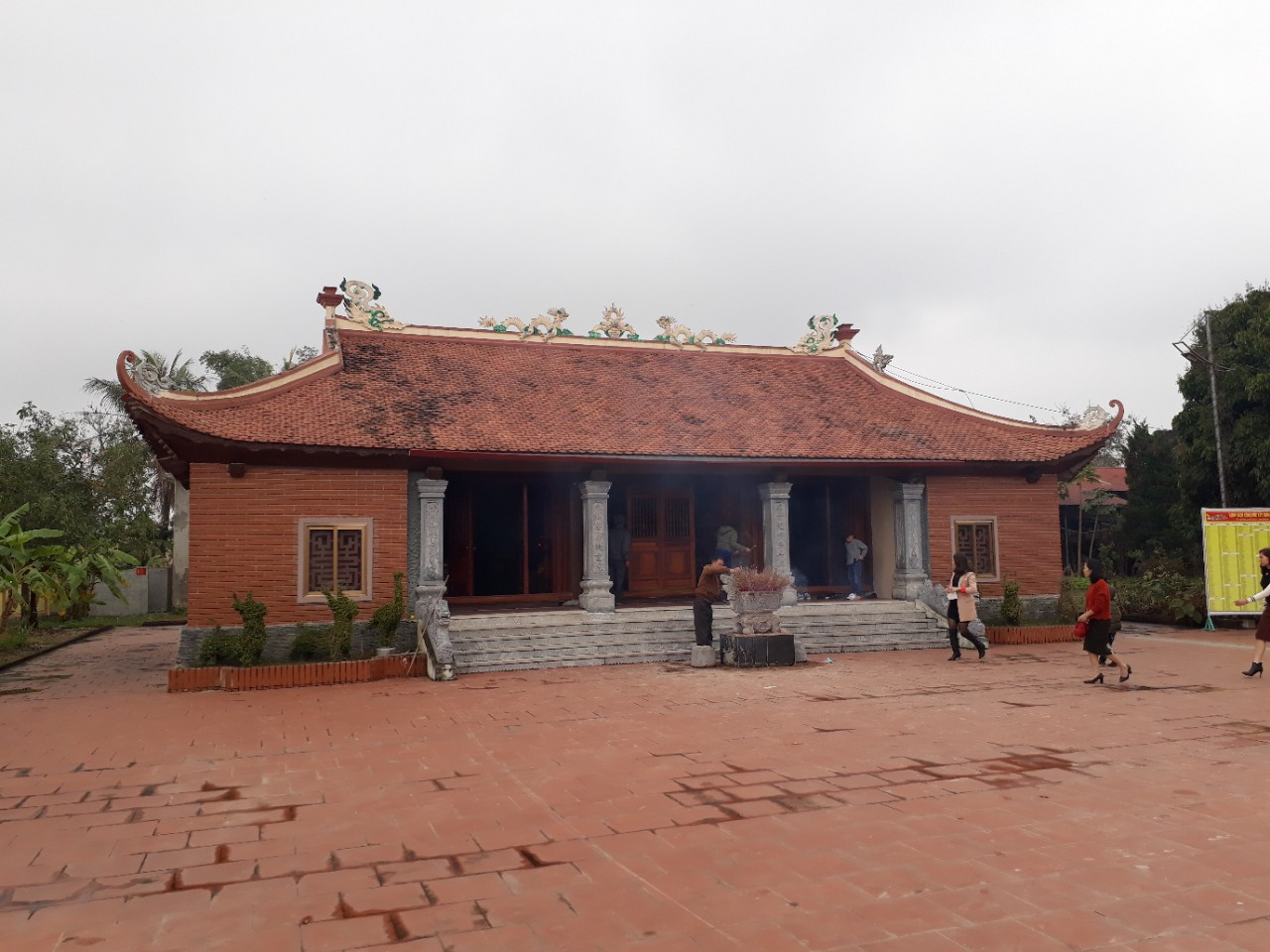
Di tích Nghè Xuân Phả ở Thọ Xuân

Nghè Xuân Phả là công trình đình làng Xuân Phả, xã Thọ Xuân, tỉnh Thanh Hóa. Nghè Xuân Phả hiện nay thờ 2 vị thần là Đại Hải Long Vương và Hoàng hậu nhà Đinh Dương Thị Nguyệt, người có công truyền dạy Trò Xuân Phả để dân làng lưu truyền đến nay. Đây là nơi diễn ra lễ hội làng hàng năm với Trò Xuân Phả nổi tiếng, đã được công nhận là di sản văn hóa phi vật thể quốc gia. Nghè Xuân Phả đã có từ thời Vua Đinh Tiên Hoàng, vào thời kỳ cải cách ruộng đất 1953 - 1954, miếu đã bị đốt cháy. Công trình Nghè Xuân Phả mới được dựng lại năm 2011, vào dịp đầu xuân 10/2 âm lịch hàng năm, dân làng Xuân Phả mở trại hội, vẫn theo lệnh Vua dâng các tích trò Xuân Phả lên ngài Chúa đất Đại Hải Long Vương.

## Lịch sử hình thành
Nghè Xuân Phả tồn tại từ thời nhà Đinh. Truyền thuyết địa phương kể lại rằng, khi tiến quân vào Ái Châu đánh dẹp sứ quân Ngô Xương Xí, Đinh Bộ Lĩnh sai sứ giả đi khắp nơi cầu bách linh, bách tính và hiền tài cùng nhau đứng lên đánh giặc cứu nước. Khi sứ giả đi đến bờ sông Chu thì gặp giông tố phải trú lại trong Nghè Xuân Phả. Đến đêm, thần Thành hoàng làng Xuân Phả báo mộng về cách phá giặc, sứ giả vội về bẩm cáo lại với nhà Vua. Vua thấy kế hay nên làm theo và quả nhiên thắng trận. Để tỏ lòng biết ơn Thành hoàng làng Xuân Phả, nhà Vua đã phong tặng tước vương gọi là Đại Hải Long Vương. Nhà vua còn sai Hoàng hậu Nguyệt Nương ban thưởng cho dân làng Xuân Phả 5 điệu múa trò để hàng năm dâng lên Thành hoàng trong ngày hội làng. Có thể khẳng định rằng Trò Xuân Phả là vũ điệu dân gian giành riêng cho Đại Hải Long Vương thành hoàng làng Xuân Phả.

## Các vị thần

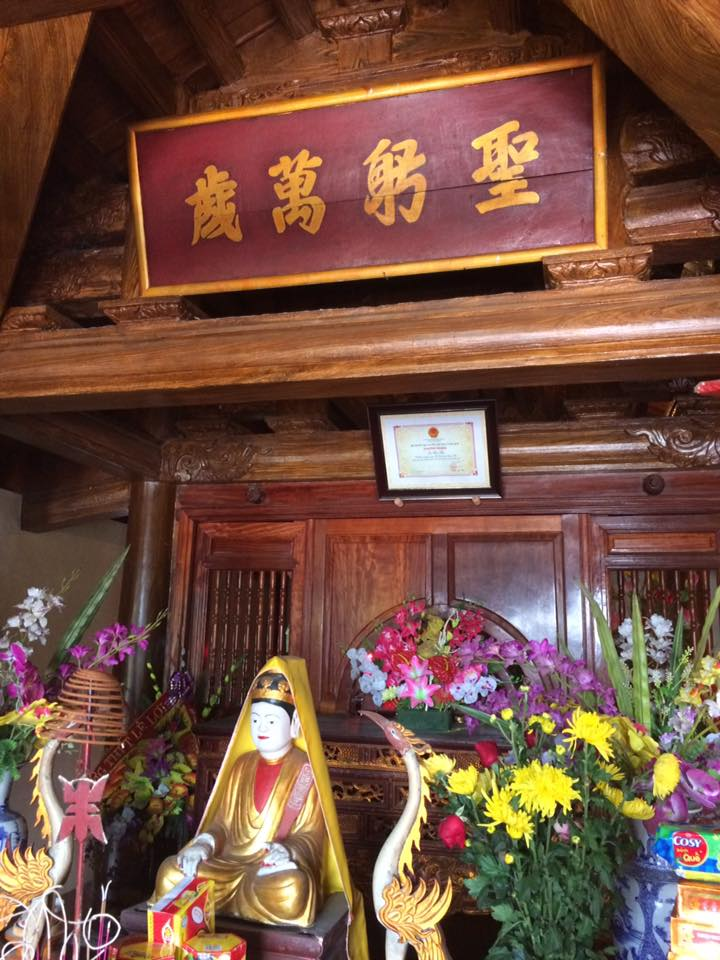
Tượng Hoàng hậu Dương Thị Nguyệt ở di tích Nghè Xuân Phả

Trong Nghè Xuân Phả có tượng thờ 2 vị thần là Đại Hải Long Vương và Hoàng hậu Dương Nguyệt Nương.
Sách "Thanh Hóa chư thần lục" thời Nguyễn ghi về sự tích vị thần "Đại Hải Long Vương" được thờ trong Nghè Đệ Nhất như sau: "Triều nhà Đinh, vào năm Mậu Thân (968) một hôm nhân dân bỗng nghe ngoài sông lớn sóng gió nổi lên dữ dội và nghe giữa sông có tiếng huyên náo. Dân xã bèn ra xem thì thấy bãi đất bằng ở cạnh sông bỗng thành một vực lớn mầu nước lặng trong, có một con rắn lớn nổi lên ở mặt nước, và rồi bỗng biến thành một tòa miếu, tường ngói nguy nga. Nhân dân hai xã sợ hãi bèn sắm lễ vật tế cáo, được thần báo cho tên hiệu trên và lập đền thờ. Các triều đại đều có phong tặng". Quy mô kiến trúc ngôi nghè gồm: tiền đường (5 gian), chính tẩm (3 gian), có tả vu, hữu vu, nghinh môn kiến trúc theo kiểu chồng diêm 3 tầng. Có bái đường rộng. Nghè là nơi tổ chức hội làng.
Theo nội dung được ghi ở quyển Thần phả, Ngọc phả của thôn Đặng Xá, phường Kim Bảng, tỉnh Ninh Bình thì khi Trần Lãm mất, Đinh Bộ Lĩnh đem tướng sĩ về Hoa Lư chiêu mộ hào kiệt đi dẹp loạn 12 sứ quân. Ngài đã được vị hào trưởng Dương Đỉnh (người gốc Trường Yên Hạ) và vợ tên là Đặng Thị Kính (vốn người Đặng Xá, Kim Bảng), là cặp vợ chồng có của cải và uy tín ở địa phương giúp đỡ. Họ đã gả con gái tên là Dương Thị Nguyệt cho Đinh Bộ Lĩnh cưới về làm vợ và đã sinh ra con gái đầu đặt tên là Đinh Thị Ngọc Nương. Đinh Bộ Lĩnh đã về Đặng Xá lập đồn trại và truyền hịch Cần Vương dẹp giặc và đã có trên 600 người ứng mộ cùng với 180 tráng đinh Đặng Xá, Đồng Lạc, Khê Vĩ. Từ đấy Đinh Bộ Lĩnh đánh đâu được đấy, được tôn là Vạn Thắng Vương, bình được 12 sứ quân thống nhất đất nước, đón Dương Thị Nguyệt về kinh đô Hoa Lư lập làm Hoàng hậu. Bà Hoàng hậu ở vùng quê Kim Bảng cũng chính là người đã truyền dạy trò Xuân Phả hiện còn lưu giữ đến ngày nay ở Thanh Hóa.

## Trò Xuân Phả
Trò Xuân Phả là các trò diễn dân gian mô tả cảnh năm phương đến chầu, đem những tiết mục múa hát đặc sắc của quốc gia họ để chúc mừng Hoàng đế nước Việt xưa. Trò Xuân Phả được hình thành và phát triển qua hàng nghìn năm để trở thành một tổ hợp múa dân gian đặc sắc, độc nhất vô nhị chỉ tồn tại ở làng Xuân Phả nay thuộc xã Thọ Xuân, tỉnh Thanh Hóa. TXP gồm có 5 điệu múa rất đặc biệt với tên gọi Hoa Lang, Tú Huần (Lục Hồn Nhung), Ai Lao, Ngô Quốc và Xiêm Thành (Chiêm Thành). Trò Xuân Phả thường diễn ra vào các ngày 10 từ đến 12 tháng 2 âm lịch hàng năm.
Ngày nay, ở làng Quan Thành, xã Thọ Phú, Thanh Hóa còn đền thờ Vua Đinh Tiên Hoàng và những ghi chép về nguồn gốc hình thành Trò Xuân Phả  như sau: Khi giang sơn Đại Cồ Việt thống nhất, các bộ tộc và các nước lân bang mang lễ vật triều cúng và ca vũ mừng nhà vua lên ngôi... Tưởng nhớ đến công lao người đã âm phù thắng trận, Vua Đinh Tiên Hoàng đã truyền đem toàn bộ cống phẩm và trò diễn đến đền thờ Đại Hải Long Vương mà không lưu lại ở kinh đô Hoa Lư. Vua lại giao cho bà hoàng hậu Nguyệt Nương quê ở Kim Bảng, Ninh Bình chủ trì việc này. Bà xuất thân vốn là một ca vũ cung đình, đã tiếp thu các điệu múa của các nước lân bang và huấn luyện thành đội múa hàng, hàng năm cứ đến ngày 10-2 âm lịch, bà trực tiếp hướng dẫn đội múa đến biểu diễn tại đền thờ thần Đại Hải Long Vương. Về sau dân làng Xuân Phả xin bà truyền bá điệu múa ấy cho dân làng tự tập, tự diễn, từ đấy trở đi điệu múa cũng có tên là múa Xuân Phả (hay còn gọi là Ngũ quốc lân bang đồ cống tiến) và được các thế hệ người dân lưu truyền đến ngày nay, trở thành một sinh hoạt văn hóa độc đáo ở Xứ Thanh.
Tháng 10/2016, Bộ Văn hóa - Thể thao và Du lịch Việt Nam đã chính thức công nhận Trò Xuân Phả (xã Thọ Xuân, tỉnh Thanh Hóa) là Di sản văn hóa phi vật thể Quốc gia.